# シュメン
座標: 北緯43度17分 東経26度56分 / 北緯43.283度 東経26.933度

シュメン
Шумен

シュメン ブルガリア内のシュメンの位置

シュメン（ブルガリア語：Шу̀мен、ラテン文字表記：Shumen）はブルガリア北東部の都市。シュメン州の州都でオスマン帝国時代は「シュムヌ」、1950年から1965年にかけては政治家であるヴァシル・コラロフ（Васил Петров Коларов, Vasil Petrov Kolarov）に因んで「コラロヴグラト（Коларовград, Kolarovgrad）」と呼ばれていた。人口は2006年現在103,016人である。

## 地勢
シュメンはヴァルナから西へ80km離れた、丘陵地帯に開けたバルカン半島の東側に位置する都市である。シュメンからは北側へドナウ河畔の都市であるルセ、シリストラ、ドブロジャ地域へ、東側のヴァルナ、バルチクなどへそれぞれ放射状に道路が延びている。

## 歴史
シュメンでは紀元前より要塞が築かれていた。トラキア人やローマによっても様々な要塞が築かれている。811年にニケフォロス1世によってシュメンは焼き払われ、1087年にはアレクシオス1世コムネノスの軍によって包囲されている。シメオン1世治世下の866年から927年にかけての期間がブルガリア文化にとっての黄金期で、シュメンは文化や宗教の中心地であった。15世紀まで市街はシュメン要塞の周りに広がっており洗練された防衛設備や宗教施設、建物が存在した。1380年代後半オスマン帝国皇帝であるムラト1世の軍勢が、ブルガリアへの侵攻を徐々に進めている時代であった。1444年、ヴワディスワフ3世の十字軍がムラト2世のオスマン軍に敗れ市街は破壊され現在の地に移っている。
18世紀、防壁は拡張された。1774年、1810年、1828年と3度のロシアからの攻撃を受けるがいずれも失敗に終わっている。その結果、オスマンは勝利を意味するガジ（Gazi）の名を得ている。1854年、オスマン帝国将軍であるオマール・パシャはクリミア戦争のためシュメンに駐屯地を置いた。19世紀、シュメンはブルガリア祖国回復の中心地であった。1878年、ブルガリア公国が成立する。

## ゆかりの人物
- パンチョ・ヴラディゲロフ - 作曲家。
- ヴァシル・ステファノフ - 指揮者。

## 姉妹都市
- デブレツェン、ハンガリー
- 鄭州市、中国
- マコン、フランス
- アダパザル、トルコ
- トゥルチャ、ルーマニア
- ポドリスク、ロシア
- ヘルソン、ウクライナ

## ギャラリー

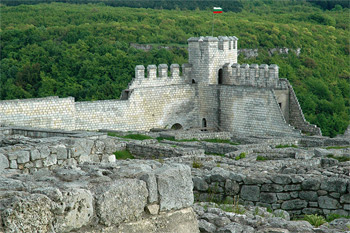
シュメン要塞
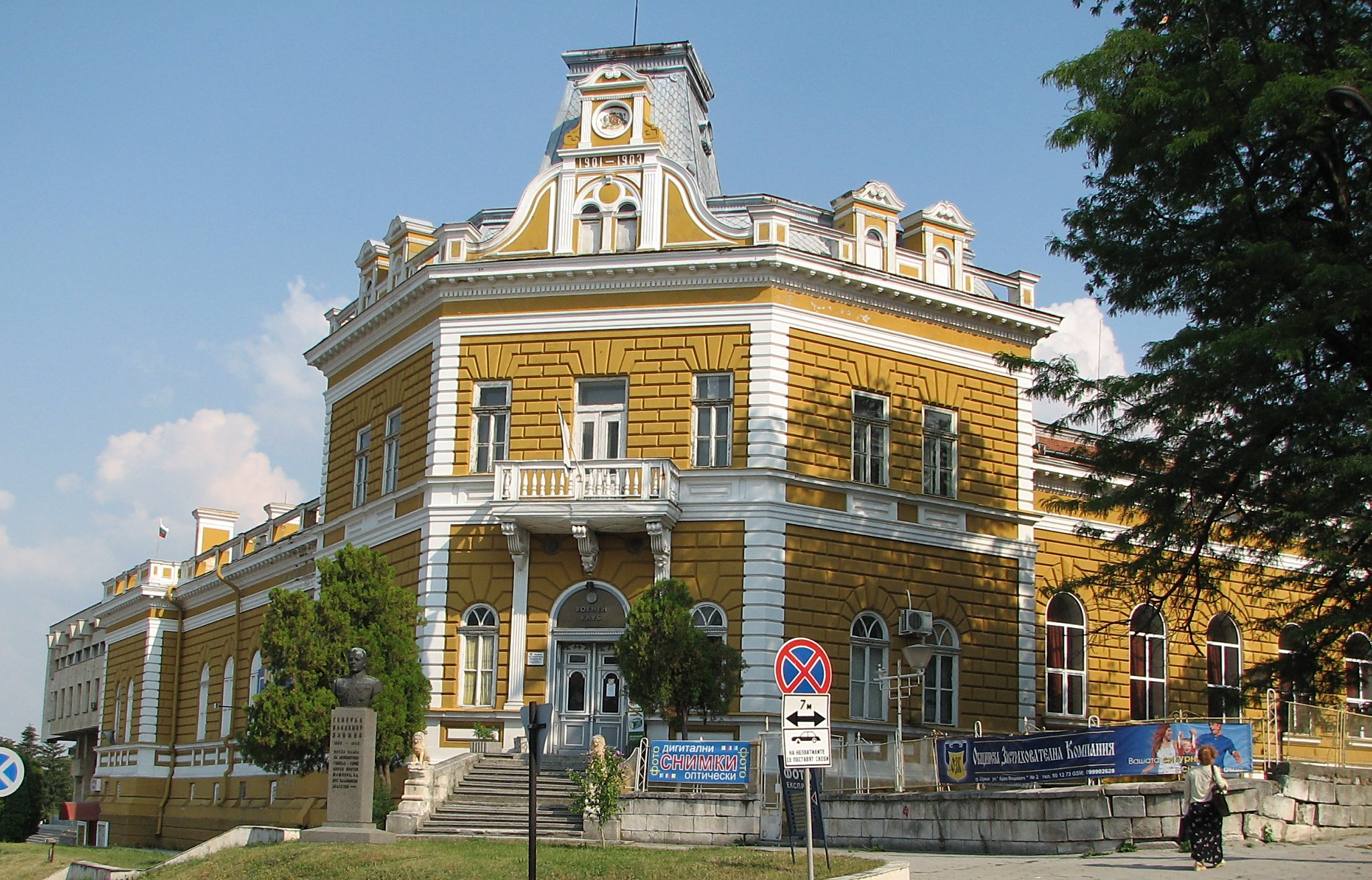
ミリタリークラブ (1901–1903築)
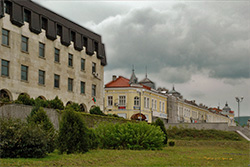
シュメン中心部
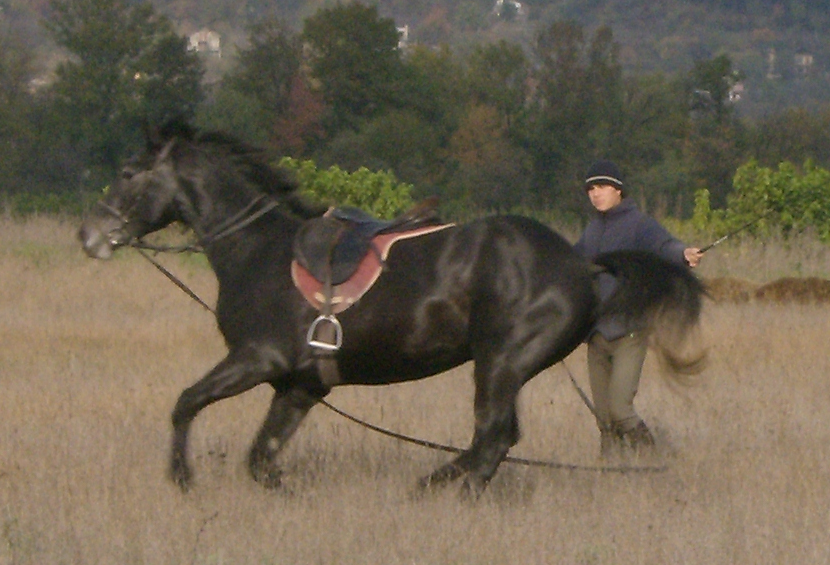
シュメン原産のイーストブルガリアン馬